# Pardosa astrigera
Pardosa astrigera är en spindelart som beskrevs av Ludwig Carl Christian Koch 1878. Pardosa astrigera ingår i släktet Pardosa och familjen vargspindlar. Inga underarter finns listade i Catalogue of Life.